# ادوبی فلش
ادوبی فلش (به انگلیسی: Adobe flash) یا به اختصار فلش، نرم‌افزاری است برای تولید انواع بازی‌های دو بعدی، فیلم، و برنامه‌های پویای اینترنتی که توسط پخش‌کنندهٔ فلش (به انگلیسی: Flash Player) اجرا می‌شود.

## پایه‌گذاری
فناوری فلش توسط شرکت ماکرومدیا (به انگلیسی: Macromedia) در دنیای وب بنیان‌گذاری شد که با خریده شدن ماکرومدیا توسط ادوبی (به انگلیسی: Adobe) با علامت تجاری ادوبی معرفی می‌گردد.

## اساس ساختمان
اساس ساختمان پرونده‌های فلش (اس‌دبلیواف (به انگلیسی: SWF)) به صورت برداری (به انگلیسی: Vector-Base) است که با زبان اکشن‌اسکریپت محتویات و اشیاءها (به انگلیسی: Object) کنترل و دستور دهی می‌شود.
سادگی در کنترل محتویات و اطلاعات، گرافیک بالا و قدرت انعطاف فراوان، استفاده همه گیر آن را موجب شده‌است. گوگل در سال ۲۰۱۷ مدعی شد که تعداد کاربران گوگل کروم که در آن روزانه حداقل یک صفحه که حاوی محتوای فلش باشد از ۸۰ درصد در سال ۲۰۱۴ اکنون به کمتر از ۸ درصد رسیده‌است.

## موجودیت برای سیستم عامل‌ها
این برنامه بر روی اکثر سیستم عامل‌ها قابلیت نصب را دارد.

## اکشن‌اسکریپت
اکشن‌اسکریپت (به انگلیسی: ActionScript) زبان برنامه‌نویسی برای پخش‌کنندهٔ فلش می‌باشد که تعامل کاربر با درگاه (به انگلیسی: Interface)، پردازش و نگهداری اطلاعات را در زمان اجرا به عهده دارد. اِی‌اس (به انگلیسی: AS) بر پایه ای‌سی‌اِم‌اسکریپت (به انگلیسی: ECMAScript) است که معمولاً به صورت بایت کد توسط مفسر (به انگلیسی: compiler) درون فایل ذخیره گردیده و در run-time توسط ActionScript Virtual Machine ترجمه و اجرا می‌شود. اِی‌اس مدل پیشرفته و قوی را از یک زبان برنامه‌نویس ارائه می‌دهد که برای بسیاری از توسعه دهندگان وب (به انگلیسی: Web developers) و برنامه نویسان (به انگلیسی: Programmer) با دانش کم از برنامه‌نویسی شیء گرا (به انگلیسی: object-oriented programming) ساده و ملموس خواهد بود.

## توقف پشتیبانی
کمپانی ادوبی با انتشار بیانه‌ای رسمی از توقف پشتیبانی از ادوبی فلش تا پایان سال ۲۰۲۰ میلادی خبر داد.
اگرچه آینده به HTML5 تعلق دارد، اما هنوز هم بسیاری از سایت‌ها از ادوبی فلش استفاده می‌کنند. با این حال، شرکت‌های بزرگ می‌خواهند تا پایان سال ۲۰۲۰، استفاده از آن را متوقف کرده و از جایگزین‌های دیگر استفاده کنند. مایکروسافت به دنبال غیرفعال کردن فلش به صورت پیش‌فرض در “Edge” است. به علاوه، در صورت نصب بودن این پلاگین روی کروم و سافاری، مرورگر پیش از اجرای خودکار آن در هر زمان، کاربران را با نمایش پیغامی مطلع می‌کند.
به گفته گوگل، استفاده روزانه از فلش، از ۸۰ درصد در سال ۲۰۱۴ به ۱۷ درصد در سال ۲۰۱۷ رسیده و روند نزولی آن هم‌چنان ادامه دارد. به همین جهت، احتمالاً تا سال ۲۰۲۰ کسی متوجه عدم پشتیبانی سازندگان از فلش نخواهد شد.